# 幣原外交

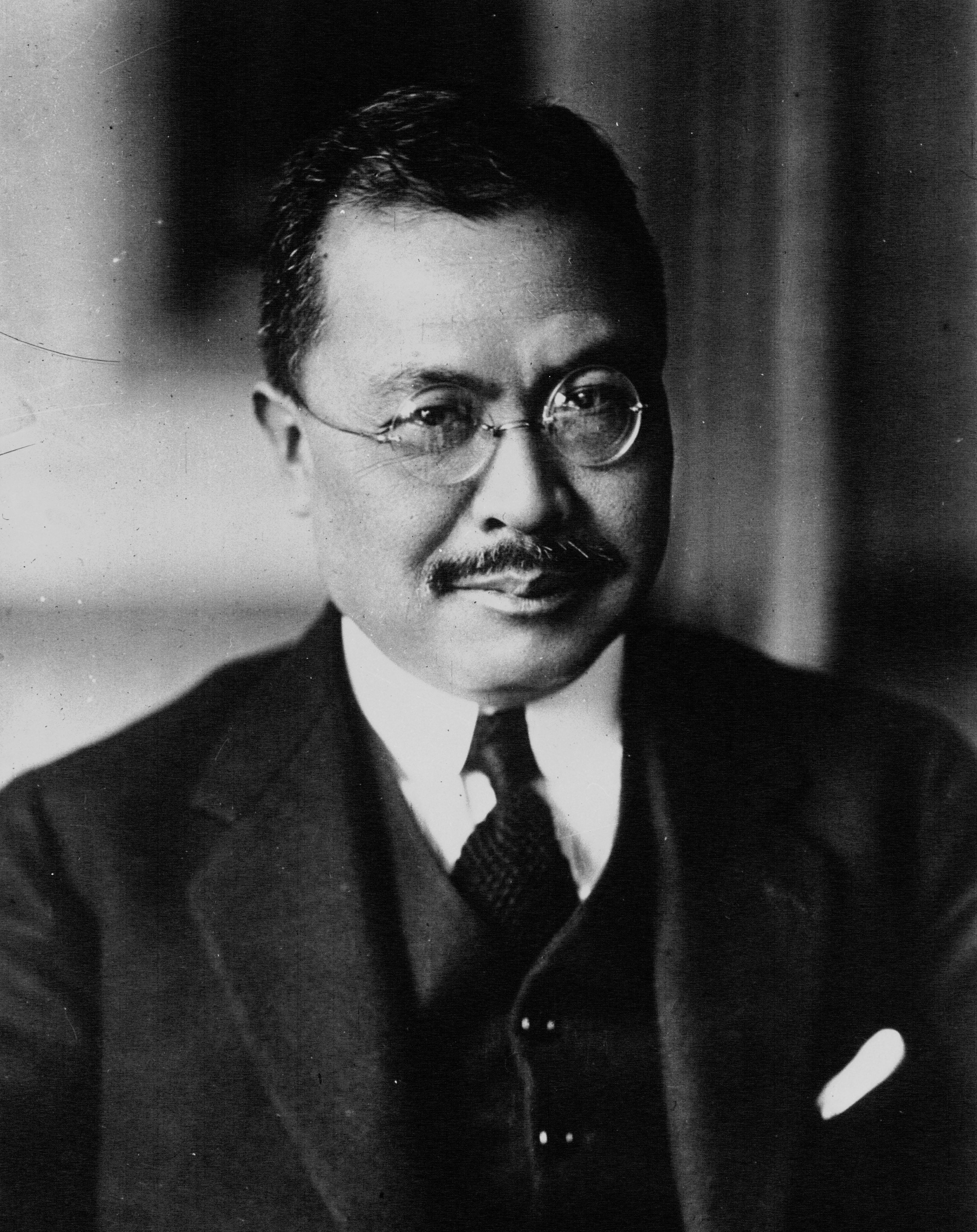
外務大臣時代の幣原喜重郎（1930年）

幣原外交（しではらがいこう）は、1920年代から1930年代にかけての戦間期に、幣原喜重郎が憲政会（後に立憲民政党）政権の内閣の外務大臣に就任して行なった武力を用いない対中融和外交をいう。
第一次世界大戦後に成立した国際秩序であるヴェルサイユ・ワシントン体制の中で、列国（特にアメリカ・イギリス）との協調と中国への内政不干渉を唱える一方で、日本が獲得した利権自体は正当なものとし、経済的には中国市場拡大、満州の特殊権益の維持を図るものであった。

## 第一次
1924年（大正13年）6月に第二次護憲運動で成立した加藤高明内閣の外相に就任した。加藤は第一次大戦中に大隈内閣の外相として対華21カ条要求を突き付けたことで知られるが、護憲三派運動を通じて協調外交路線に転換していたという。なお、幣原と加藤は共に岩崎弥太郎の女婿であった。
幣原は就任演説においてヴェルサイユ・ワシントン体制を尊重することを宣言すると共に、列国との協調と中国への内政不干渉を方針とした。まもなく大陸で勃発した第一次奉直戦争では内閣の閣僚の大勢が張作霖支持に傾いたが、幣原は断固として不干渉を貫き、国際的な信用を得た。
1925年（大正14年）には中国が関税自主権の回復をめざして列国に対して国際会議を持ちかけたときは幣原は積極的に協力した。中国側の内紛のため会議は流れたが、幣原は中国側からますますの信頼を得たという。一方、同年には日ソ基本条約を結んで、断絶していたソビエト連邦との国交を樹立し、ポーツマス条約で得ていた日本の権益を回復させることに成功した。
1926年（大正15年）には中国側から列国に対し治外法権の撤廃のための国際会議が提案されたが、再び幣原は積極的に協力した。しかし、中国側の内政上の不安から奏功しなかった。同年に中国によって日本・イギリス船舶が攻撃された万県事件の際にはイギリスは武力で対抗したが日本外交は抗議にとどめている。
しかし、幣原の外交姿勢は軍部や枢密院からは「軟弱」との批判を浴びていた。また、1925年11月の郭松齢事件の際の対応について、奉天総領事であった吉田茂は、「満洲における帝国の特殊の地位に鑑み我勢力圏内においては軍閥の死闘を許さざるの儀を鮮明にするを機宜の処置と思考す」と上申し、幣原外交を批判している。
1926年、蔣介石の国民革命軍が北伐を開始すると、大陸の在留邦人の身辺に危機が及ぶ。1927年の南京事件 (1927年)の際、英米は蔣介石に対し最後通牒を突き付けることを決め、日本にも同調を求めたが、幣原は逆に英米の大使を説得し、これを断念させた。しかし、南京事件に対して幣原が強硬姿勢に出なかったことは国内世論から批判を受けることとなり、英国のオースティン・チェンバレン外相からも「幣原男爵の楽観主義は救いがたい」と批判された。
北伐への対処の最中、加藤内閣の後を受けた第一次若槻禮次郎内閣下、昭和金融恐慌の処理を巡り枢密院と対立、1927年4月、退陣を余儀なくされた。第一次若槻内閣の後継となった立憲政友会の田中義一内閣は幣原外交を批判し積極外交（田中外交）を展開したが、1928年（昭和3年）の済南事件の処理を巡って中国との関係を悪化させ、張作霖爆殺事件で総辞職することとなる。幣原は貴族院議員としての立場から、田中外交をたびたび批判したという。

## 第二次
1929年（昭和4年）、政権交代が起き、幣原は立憲民政党の濱口雄幸内閣で再び外相を務めた。濱口と幣原は中学校（官立大阪中学校）以来の親友であったという。幣原の復帰は中国の抗日感情を幾分かは和らげることとなったが、中国のナショナリズムの昂揚と国権回復運動の熱は満州にもむけられるほどになっており、満蒙領有をめざし蠢動する国内の勢力との間で幣原は難しい舵取りをせまられることとなった。
懸案であった日華関税協定を締結し、1930年（昭和5年）、ロンドン海軍軍縮条約の締結にも賛成（全権は前首相の若槻と海相の財部彪）。しかしこの条約の締結は野党政友会など国内から統帥権干犯との批判を呼び、濱口首相が狙撃されることとなる。幣原は臨時首相代理を務めたが、濱口の体調は回復せず、結局内閣は総辞職した。
濱口内閣が倒れた後も、立憲民政党を濱口から引き継いだ若槻が再び組閣し（第二次若槻内閣）、幣原外交も継続したが、大陸情勢と国内世論は年々悪化し、もはや末期的状況となっていた。1931年（昭和6年）の満州事変に際しては「不拡大方針」をとったが、軍部の強い反対を受けた。関東軍が錦州爆撃を強行したのは幣原の国際的な信用を失墜させるためであるという。立憲民政党の内紛もあり内閣が総辞職を余儀なくされると、幣原外交も終焉を迎えた。
これより前、幣原の片腕であった中国公使佐分利貞男が変死を遂げていた。軍部の力が強くなると、出淵勝次、吉田茂など幣原よりであった外務官僚は日本外交の主流から遠ざけられ、非幣原派であった広田弘毅が台頭することとなる。広田は齋藤内閣と岡田内閣で外相を務め、外務省の下での外交の一元化と中国との提携を目指したが（広田三原則、協和外交）、陸軍出先機関の華北分離工作（梅津・何応欽協定、土肥原・秦徳純協定）を抑えることが出来ず、その成果は中国公使を大使に引き上げるのみにとどまり、中国の親日派を失望させた。戦争に向けた国内世論の昂揚と二・二六事件後により強まった軍部のさらなるクーデターへの無言の圧力により日本外交が迷走を続ける中、幣原の存在は次第に忘れ去られていった。幣原が終戦直後首相に就任した際には「幣原さんはまだ生きていたのか」という声もあり、また吉田茂から「次期首相は幣原」と聞かされたマッカーサーは「えらく年寄りだな、英語は話せるのか？」と言って吉田を苦笑させたという（幣原の英語はイギリスでも磨きを掛けた達意のもの）。

## 評価
自主的な外交による日本の国際社会における地位向上に貢献した、との評価がある。
その一方、1922年のワシントン会議で日本に不信を抱いていた米国の強硬な日英同盟廃棄要求を受け、日英同盟廃止と石井＝ランシング協定破棄、九ヶ国条約締結（ワシントン体制）に積極的に動いたのは幣原であった。
地政学的立場からでも、対中協調外交の結果として日英同盟などの軍事同盟の維持が不可能になり、容共の結果として軍人による対外拡張政策に歯止めを与える存在を無くしてしまう結果になったなどの指摘がある。
新しい歴史教科書をつくる会の中西輝政によると、中国の排外ナショナリズム抑制の機会を逸したこと、英米からは「抜け駆け」として不審を買ったこともあること、対中宥和政策へと転換した英米が、蒋介石の北伐軍の進撃を日本の利権が集中する華北や満洲へと助長させたことが済南事件や満洲事変を誘発する結果となったとしている。さらに中西は、中国における排日運動が明確な国際法違反の侵略行為であるとの観点から、幣原の譲歩が結果的に「満洲事変への道」を不可避ならしめた点で、第一級の戦争責任を負うべき人物であるとしている。